# John Lombe
John Lombe (1693 v Norwichi, Velká Británie – 20. listopadu 1722 v Derby) byl anglický zpracovatel hedvábí v 18. století, který působil v Derby a do historie vstoupil především díky průmyslové špionáži, kterou se do Anglie dostala znalost strojového předení hedvábí.

## Život
John Lombe se narodil v Norwichi přibližně v roce 1693 do rodiny, která měla k hedvábí blízko – jeho otec byl tkadlec vlny. Byl mladším a nevlastním bratrem Thomase Lombeho, který po jeho smrti shromáždil jmění coby obchodník s hedvábím v Norwichi a Londýně.
Na počátku 18. století se do oblasti Midlands přesunulo těžiště tkaní hedvábí z Londýna a region se stal centrem pletařství hedvábných punčoch, proto se zde výrazně zvýšila poptávka po hedvábných přízích. Jejich výroba však byla zaostalá.
John Lombe zde získal zaměstnání v (v neúspěšné, neboť technicky zaostalé) přádelně hedvábí v Derby, kterou postavil vynálezce a inženýr George Sorocold pro přadláka Thomase Cotchetta z Derby. Továrna byla postavena na řece Derwent přímo ve městě Derby. Jednalo se možná o jeden z prvních případů, kdy centrem výroby, která přivedla dělníky k práci pod jednu střechu, byl zdroj energie nemající původ v živočišné síle.
V Itálii bylo tou dobou už rozvinuté mechanické spřádání hedvábí, které se začalo rozvíjet již na počátku sedmnáctého století, kdy jeho popis zveřejnil italský vynálezce Vittorio Zonca. Podobný model načrtl i Leonardo da Vinci, ovšem Zoncův návrh byl dotaženější (není známo, zda se nějak navzájem ovlivnili, nebo ne). John Lombe byl svým bratrem poslán do Itálie, aby zdejší stroje osobně prozkoumal a vyzvěděl, jak se dá strojově vyrábět především organzin (skaná hedvábná příze používaná jako osnova na jemné tkaniny). John Lombe údajně ve svém úkolu uspěl. Nejprve se nechal zaměstnat v jedné z italských dílen, kde byly pro předení hedvábí používány právě ty stroje, jejichž tajemství chtěl prozkoumat. Pak se do dílen vloupal v noci a velmi pečlivě si ve světle svíček nakreslil podrobné plány strojů. S těmi se pak vrátil zpět do Anglie v roce 1716.

## Patent na předení hedvábí
Následně se v roce 1718 podařilo získat Thomasovi Lombemu patent, který byl (citováno přímo z něj) na:
„tři typy strojů nikdy dřív nevyrobené ani nepoužívané v tomto našem království Velké Británie, jeden na vinutí nejjemnějšího surového hedvábí, další na předení a poslední na skaní organzinu z nejjemnějšího italského surového hedvábí tak skvělým způsobem, že ještě nebyl nikdy použit v tomto našem království, což znamená, že mnoho tisíc rodina našich poddaných bude moci být stále zaměstnáno ve Velké Británii, bude moci být zásobeno hedvábím na všechny způsoby z manufaktury našich poddaných a velká množství budou moci být vyvážena do cizích zemí díky tomu, že bude stejně levné a dobré jak jen může být nějaké zahraniční.“
Patent byl udělen na čtrnáct let.

## Lombeho továrna

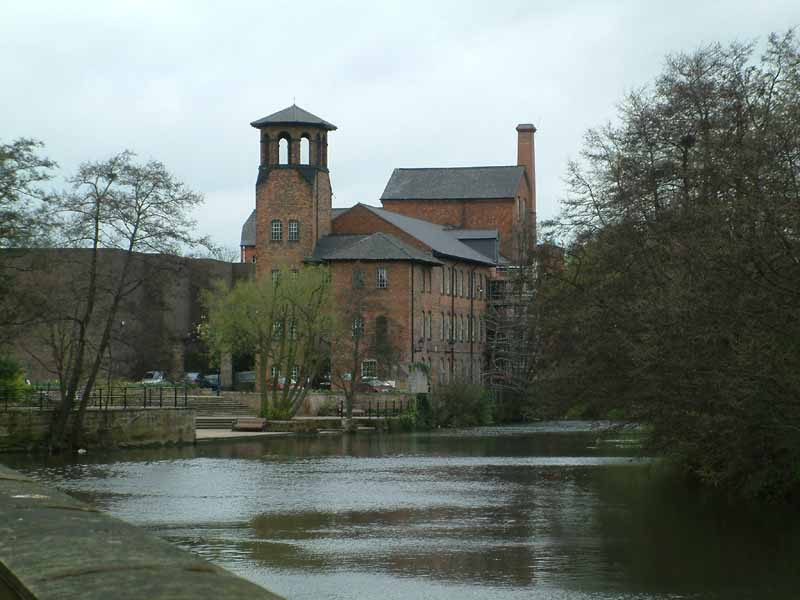
Budova Lombeho továrny dnes, kdy v ní sídlí Derbské průmyslové muzeum

Thomas Lombe následně angažoval Sorocolda, aby postavil novou, větší přádelnu (poháněnou vodou, tedy starší terminologií mlýn) na místě starší továrny v Derby. Budova Lombe's Mill byla dokončena v roce 1722, rok po smrti Johna Lombeho. Podle pověstí zahynul následkem msty – když se o úspěchu Johnovy průmyslové špionáže doslechl král Sardinského království, zaúkoloval vražedkyni, aby cestovala do Anglie a oba bratry zabila. Pověst dále tvrdí, že byl otráven „podezřelou“ ženou, o níž se předpokládá, že byla z Itálie, a která se objevila krátce před jeho smrtí.
Thomasovi Lombemu byl v roce 1727 udělen titul rytíře. V roce 1732 vypršela platnost patentu a požadavek na jeho prodloužení byl zamítnut. Lombeho mlýn byl zřejmě na celém světě první mechanickou výrobní jednotkou poháněnou vodním kolem; vzorem pro pozdější přádelnu Richarda Arkwrighta, která byla v Cromfordu a odstartovala průmyslovou revoluci v oblasti továren údolí Derwentu.
Thomas Lombe byl následně oceněn ještě grantem ve výši čtrnácti tisíc liber, které měl na zhotovení modelu svého stroje, aby byl tento model vystaven v londýnském Toweru a mohli z něj profitovat ostatní. Thomas zemřel v roce 1739 a budova byla prodána Samuelu Lloydovi a Williamu Wilsonovi. Předení hedvábí v ní pokračovalo až do roku 1890, kdy se částečně zřítila. Dnes je v ní Derbské průmyslové muzeum.